# Constantino IV
Constantino IV (em grego: Κωνσταντίνος Δ'; romaniz.: Kōnstantinos IV), (652–685); por vezes erradamente cognominado Pogonato, "o Barbudo", por confusão com o seu pai Constante II; foi imperador bizantino de 668 a 685. Foi associado ao trono como co-imperador juntamente com o seu pai Constante II em 654, e tornou-se imperador sénior quando Constante foi assassinado em 668.

## História
A primeira tarefa que coube ao novo imperador foi a repressão da revolta militar na Sicília que fora a causa da morte do seu pai, liderada pelo rebelde Mecécio. Sete meses depois da sua subida ao trono, Constantino IV tinha lidado com a insurreição com o apoio do papa Vitaliano. Este sucesso foi, no entanto, ensombrado por problemas mais graves na parte asiática do império.

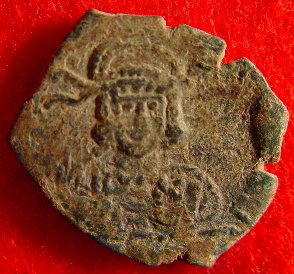
Constantino IV em moeda da época do seu reinado

Já desde 668 que o Califa omíada Moáuia I enviara um exército comandando pelo seu filho Iázide I contra o Império Bizantino. Iázide alcançou Calcedónia e tomou a importante cidade bizantina de Amório. Embora os Bizantinos tivessem recuperado rapidamente a cidade, os Árabes atacaram em seguida Cartago e a Sicília em 669. Em 670, os Árabes capturaram Cízico e aí estabeleceram uma base a partir da qual lançaram ataques posteriores ao coração do império. A sua armada capturou Esmirna e outras cidades costeiras em 672. Por fim, nesse mesmo ano, os Árabes enviaram uma grande armada para atacar Constantinopla. Enquanto o imperador Constantino se ocupava desta invasão, os Eslavos tentaram atacar Salonica, embora sem sucesso.
Constantinopla suportou o [[cerco dos Árabes até 678, quando os Bizantinos empregaram fogo grego pela primeira vez na História para destruir a frota árabe na batalha de Sileu, na Panfília. Os Árabes retiraram-se, e foram derrotados quase ao mesmo tempo em terra, na Lícia, uma região da Anatólia. O califa aceitou então, como condições da paz, abandonar as ilhas do mar Egeu recentemente conquistadas e pagar ao imperador o tributo anual de cinquenta escravos, cinquenta cavalos e 3.000 libras de ouro.
Com o afastamento, pelo menos temporário, da ameaça árabe, Constantino também teve de dedicar a sua atenção às questões eclesiásticas, uma vez que a Igreja estava dividida entre o Monotelismo e a Ortodoxia. Em novembro de 680, Constantino convocou o Terceiro Concílio de Constantinopla (o sexto concílio ecuménico), no qual se reafirmaram as as doutrinas ortodoxas do Concílio de Calcedónia de 451. O concílio resolveu assim a questão do monotelismo, até porque, convenientemente para a paz interna do império, a maior parte dos monotelistas encontravam-se em território agora governado pelo califado omíada. O concílio foi dado por encerrado em setembro de 681.

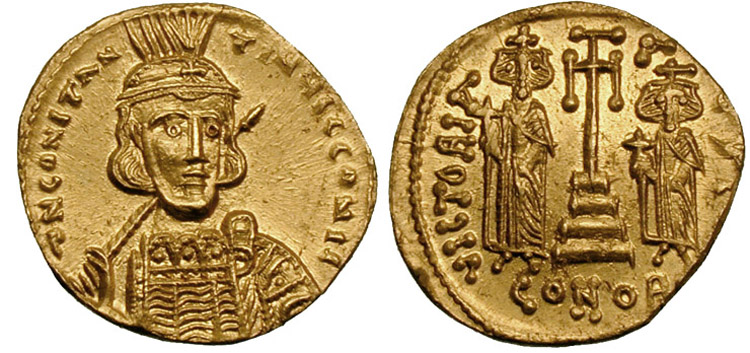

Soldo (moeda)|soldo]] mostrando Constantino e seu irmãos. Moeda cunhada antes de 681 quando os irmãos foram mutilados]]
Em 680, os Búlgaros comandados por Asparuque atravessaram o Danúbio, invadindo o território do império, e imediatamente começaram a submeter as populações locais e as tribos eslavas. Constantino IV comandou uma operação naval e terrestre contra os novos invasores e cercou-os no seu acampamento fortificado na Dobruja. Sofrendo de problemas de saúde, o imperador teve de abandonar o exército, o qual, em consequência do espalhar do boato da morte do imperador, foi derrotado pelos Búlgaros. A grande expedição de Constantino teve portanto o efeito exactamente inverso daquilo que fora planeado: em vez de fazer recuar os invasores, aumentou-lhes a confiança para penetrar mais profundamente no império. Assim, em 681, Constantino foi forçado a reconhecer a constituição de um Estado búlgaro na Mésia e a pagar um tributo para evitar mais incursões na Trácia bizantina.
Os seus irmãos Heráclio e Tibério tinham sido coroados, juntamente com Constantino, augustos a pedido das multidões, mas Constantino mandou que os mutilassem em 681 para que desta forma não pudessem ascender ao trono. Ao mesmo tempo, Constantino associou ao trono o seu jovem filho Justiniano II. Constantino morreu de disenteria em setembro de 685.

## Família
Constantino IV teve, com a sua mulher Anastácia, pelo menos dois filhos:
- Justiniano II, que lhe sucedeu como imperador, e[1]
- Heráclio